# Ред витезова масона
Ред витезова масона (енгл. Order of Knight Masons) је секуларна слободнозидарска организација отворена за све мајсторе масоне који су чланови реда Свети краљевски свод (енгл. Holy Royal Arch) и реда Потврђених мајстора масона (енгл. Order of Mark Master Masons). Ред се састоји од три степена који говоре о повратку јеврејског народа из прогона и изградњи Иродовог храма у Јерусалиму:
1° Витез мача (енгл. Knight of the Sword)
2° Витез истока (енгл. Knight of the East)
3° Витез истока и запада (енгл. Knight of the East and West)

## Врховни савет витезова масона
Саветом председава одлични начелник (енгл. Excellent Chief) са још два официра, сениор витез (енгл. Senior Knight) и јуниор витез (енгл. Junior Knight). Приликом сусрета витезова масона формирају се посебни, унутрашњи савети, зависно од степена. Тако постоји савет витезова мача, савет витезова истока, савет витезова истока и запада. Када масон конкурише за нови степен онда му се он додељује у неком од та три одвојена савета. Иако одвојени ови савети раде у оквиру врховног савета витезова масона.

## Ритуали
Ритуали се односе на повратак Јевреја из вавилонског ропства. Централни лик у свим ритуалима је Зерубабел. У првом ритуалу или „Вавилонској пропусници“ (енгл. Babylonian Pass), за степен витез мача, Зерубабел тражи дозволу од краља Кира Великог да се врати у Јерусалим. Други ритуал или „Јорданска пропусница“ (енгл. Jordan Pass), за степен витез истока, говори о повратку Зерубабела у Персију где поново тражи помоћ за своје земљаке, али сада од Дарија I и трећи и последњи ритуали или „Краљевски ред“ (енгл. Royal Order), за степен витез истока и запада, прича о коначном повратку Јевреја у Јерусалим и грађењу храма.

## Распрострањеност реда
Ред витезова масона је глобална организација. Врховни савети се могу наћи у Аустралији, Сједињеним Америчким Државама, Јужној Африци, Новом Зеланду и Индији.